# Mátyás Antal
| Mátyás Antal                              | Mátyás Antal                              |
| Kattints az alábbi külső linkek egyikére! | Kattints az alábbi külső linkek egyikére! |
| ----------------------------------------- | ----------------------------------------- |
| Nem található szabad kép.(?)              |                                           |
| külső link · jogvédett                    | Mátyás Antal Gőzgazdász.                  |

Mátyás Antal (Budapest, 1923. szeptember 27. – 2016. február 8.) Széchenyi-díjas magyar közgazdász, gazdaságtörténész, egyetemi tanár, a Magyar Tudományos Akadémia rendes tagja. A közgazdasági elméletek történetének neves kutatója.

## Életpályája
Egyetemi tanulmányait 1941-ben kezdte a József Nádor Műszaki és Gazdaságtudományi Egyetemen, de 1944-ben katonai szolgálatra hívták be, szovjet hadifogságba került, ahonnan csak 1948-ban térhetett haza. Ezután folytatta tanulmányait a Magyar Közgazdaságtudományi Egyetemen, ahol 1950-ben szerzett közgazdász diplomát.
Diplomájának megszerzése után az MTA Közgazdaságtudományi Intézete tudományos munkatársa lett, majd 1953-ban a Marx Károly Közgazdaságtudományi Egyetem oktatója lett. 1957-ben kapta meg docensi, 1966-ban pedig egyetemi tanári kinevezését. 1970-ben megalapította a közgazdasági elméletek tanszéket, amelynek első vezetője lett. A tanszéket 1995-ig vezette. 1996-ban professzor emeritus címet kapott.
1988 és 1995 között a Tudományos Minősítő Bizottság, 1994 és 1998 között az Országos Akkreditációs Bizottság közgazdasági szakbizottsága, 1995 és 2000 között az MTA Doktori Tanácsa közgazdasági szakbizottsága, 2000 és 2004 között a Doktori Tanács tagja volt.
1958-ban védte meg a közgazdaság-tudomány kandidátusi, 1972-ben akadémiai doktori értekezését. 1990-ben a Magyar Tudományos Akadémia levelező, 1995-ben rendes tagjává választotta. 1963-ban lett az MTA Közgazdaságtudományi Bizottságának tagja, 1980 és 1990 között annak alelnöke volt. 1993-ban a Tudományetikai Bizottság tagja lett.
Kutatási területe a közgazdasági elméletek története, ezen belül a modern közgazdaság története (azaz az 1870-től napjainkig tartó időszak). Munkáinak egyik fő jellemzője a különböző közgazdasági irányzatok és iskolák adott kor társadalmi, gazdasági és politikai viszonyaiban történő vizsgálata. A közgazdasági paradigmaváltásokat is ezen viszonyok változásaihoz kötötte.

## Díjai, elismerései
- Akadémiai Díj (1981)
- Állami Díj (1988) – Angol, amerikai és japán kiadóknál is megjelent műveiben a modern polgári közgazdasági irányzatok magas színvonalú feldolgozásáért.
- Széchenyi-díj (2001)
- Heller Farkas-díj (2003)
- Kautz Gyula-díj (2003)

## Főbb publikációi
- A polgári közgazdaságtan rövid története a marxizmus megjelenése előtt (1961)
- A polgári közgazdaságtan története a marxizmus megjelenése előtt; Tankönyvkiadó, Bp., 1976
- A modern polgári közgazdaságtan története az 1870-es évektől napjainkig (1979)
- A polgári politikai gazdaságtan napjainkban (1984)
- History of Modern Non-Marxian Economics (1985)
- A modern nem marxista közgazdaságtan története (1985)
- A modern közgazdaságtan története (1993)
- A makroökonómia elméletének fejlődése a monetarista és a neokeynesiánus közgazdák közötti vita során : akadémiai székfoglaló : 1991. május 2. (1993)
- Similarities between the Economic Theories of Marx and Keynes (1994)
- A hagyományos közgazdaságtan bírálata és kutatási körének kiszélesítése az új intézményi iskola képviselői részéről : akadémiai székfoglaló : 1996. január 18. (1998)
- A korai közgazdaságtan története (2001)